# Argens
De Argens (Frans: L'Argens, Occitaans: Argens) is een rivier in het Franse departement van de Var, regio Provence-Alpes-Côte d'Azur. Hij mondt uit in de Middellandse Zee bij Fréjus.

## Etymologie
De rivier stond vroeger bekend om zijn zuiverheid. Daarom is de rivier naar 'argent' (zilver) vernoemd.

## Steden aan de rivier
- Seillons-Source-d'Argens
- Brue-Auriac
- Saint-Maximin-la-Sainte-Baume
- Bras
- Châteauvert
- Barjols
- Correns
- Montfort-sur-Argens
- Carcès
- Le Thoronet
- Entrecasteaux
- Saint-Antonin-du-Var
- Le Cannet-des-Maures
- Lorgues
- Vidauban
- Taradeau
- Les Arcs-sur-Argens
- Le Muy
- Roquebrune-sur-Argens
- Puget-sur-Argens
- Fréjus